# Hepatitis D
Hepatitis D (VHD): el agente viral productor de este proceso requiere de la membrana fabricada por el VHB (virus de la Hepatitis B), por lo que se asocia a esta (es decir, los cuadros suelen ser reportados en portadores de la VHB). 

## Etiología
El virus de la Hepatitis D (VHD) es un virus del género deltavirus. Consta de una molécula de ARN circular de pequeño tamaño, con información necesaria para la replicación pero no para otras propiedades. Por ello, necesita que exista una infección de VHB en la misma célula para poder empaquetarse en su envoltura y propagarse. El VHD no es considerado un verdadero virus, sino una partícula subviral llamada ARN satélite o virusoide.
Está formado por:
- Un genoma ARN de polaridad negativa, formado por una cadena simple, circular y corta.
- Una cápside icosaédrica
- Una envoltura que corresponde a la envoltura del virus de la Hepatitis B o HBsAg (por lo tanto, requiere de la infección con este virus para su desarrollo).

El VHD codifica para las proteínas de su cápside y se replica de forma autónoma. La capacidad de provocar daño está limitada al tiempo de infección por el VHB, de tal manera que se genera un modelo de superinfección del VHB, ya que aumentan la severidad del cuadro y el porcentaje de evolución a la cronicidad.

### Vías de transmisión
Las vías de transmisión del VHD son:
- Parenteral: A partir de la inyección de drogas por vía intravenosa, o transfusiones de sangre infectadas previamente con el virus. Es la vía más frecuente.
- Sexual.
- Vertical: A partir de una madre infectada durante el embarazo, le puede transmitir el virus al bebé.

## Tratamiento
Actualmente se realiza mediante la administración de interferón alfa a altas dosis durante, al menos, doce meses. La prevención viene dada por la administración previa de la vacuna del virus de la hepatitis B (VHB), ya que con ello se logra que no haya VHB y, por tanto, no se pueda replicar el VHD.